# Marlies Szupper
Marlies Szupper (* 2. Juni 1995) ist eine ehemalige österreichische Tennisspielerin.

## Karriere
Szupper spielte vor allem Turniere auf dem ITF Women’s Circuit, bei denen sie einen Doppeltitel gewonnen hat.
In der österreichischen Bundesliga spielte Szupper 2011 für den TC Altmannsdorf. In der deutschen Bundesliga spielte sie 2013 beim Zweitligisten TC Weissenhof. 2013 und 2014 wurde sie Wiener Landesmeisterin AK Damen Indoor. 2015 wurde Marlies Szupper österreichische Vize-Staatsmeisterin.
Szupper spielte ihr bislang letztes Profiturnier im August 2018 und wird seit Dezember 2018 nicht mehr in den Weltranglisten geführt.

## Turniersiege

### Doppel
| Nr. | Datum         | Turnier    | Kategorie   | Belag | Partnerin  | Finalgegnerinnen             | Ergebnis |
| --- | ------------- | ---------- | ----------- | ----- | ---------- | ---------------------------- | -------- |
| 1.  | 14. Juli 2018 | Amstelveen | ITF $15.000 | Sand  | Eva Vedder | Emily Appleton Dasha Ivanova | 6:3, 6:4 |